# 出租房

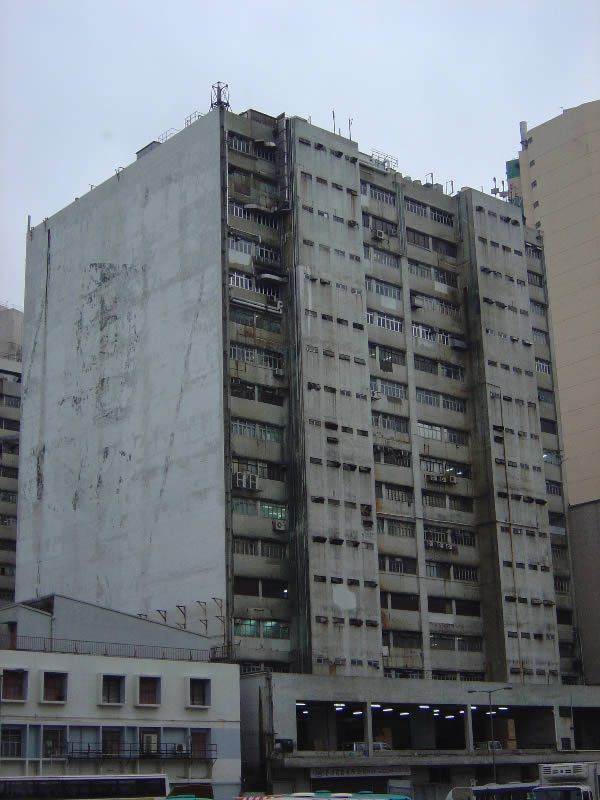
一所座落於香港的多層出租工廠大廈

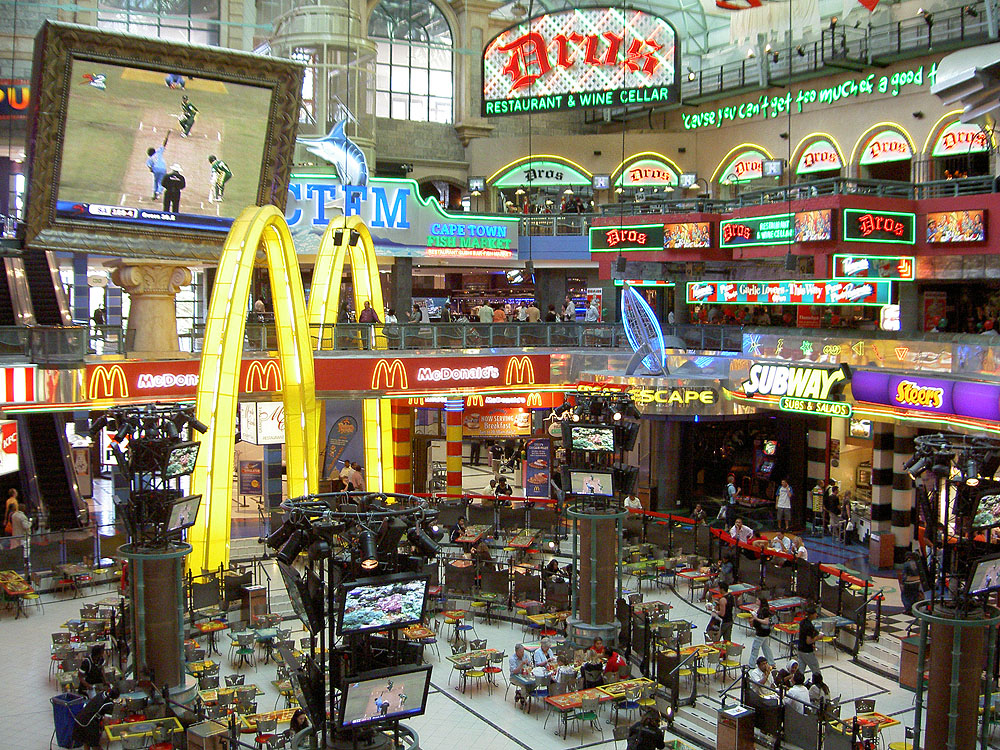
南非開普敦一間美食廣場的無數出租攤位

出租房市場、出租屋都屬於房地產出租生意。出租的物業單位可能是住宅、泊車位、廠房、倉庫、辦公室、辦公大樓、商店、商場等。

## 當事人
- 租戶，是出租房的顧客，通常是用家。可以是共同合租 （页面存档备份，存于）。二房東也有可能是包租婆，因為有客路，可以把租來的物業再分租給三房客，從中獲取租金的收支差額。
- 物業投資者，出租房的業主，是投資者，其收入是租金，其支出為資本投資成本和銀行按揭利息，其關心的是股本回報率、利率及地產市場的價格走向、機會成本等。
- 地產代理，是出租房的中介人，在租務市場中負責搜尋租客及房東，協助配對。
- 收租佬（粵語方言），可能是業主本人，也可能是職員、資產信託人，負責代收租金。遇欠租事件則要追租，及採取法律行動。收租佬是專業人士時稱租務代理。
- 事務律師，安排租約事務是其生意之一。

## 相關
- 酒店、賓館、度假屋，提供的房間客房、別墅也是短期的出租戶。
- 即用辦公室
- 租約
- 唐樓、閣樓分租
- 板間房
- 公共房屋
- 廉租房
- 香港公共屋邨
- 香港公共房屋
- 物業稅
- 中華人民共和國物權法
- 宿舍